# Diadumene
Diadumene is een geslacht van zeeanemonen uit de klasse van de Anthozoa (bloemdieren).

## Soorten
- Diadumene cincta Stephenson, 1925 (Golfbrekeranemoon)
- Diadumene crocata (Hutton, 1879)
- Diadumene franciscana Hand, 1956
- Diadumene kameruniensis Carlgren, 1927
- Diadumene leucolena (Verrill, 1866)
- Diadumene lighti Hand, 1956
- Diadumene lineata (Verrill, 1869) (Groene golfbrekeranemoon)
- Diadumene schilleriana (Stoliczka, 1869)
- Diadumene neozelanica Carlgren, 1924